# Käsestraße Bregenzerwald
 Der er for få eller ingen kildehenvisninger i denne artikel, hvilket er et problem. Du kan hjælpe ved at angive troværdige kilder til de påstande, som fremføres i artiklen.

Käsestraße Bregenzerwald, osteruten, er et konsortium af Bregenzerwald-bønder, gæstgivere, håndværkere og forhandlere. Alle medlemmer og partnere i Käsestraße bidrager til at bevare landbrug i Bregenzerwald og deres lokale produkter.

## Historie
Osten har altid været et Bregenzerwald-basisprodukt i ordets rigtige forstand:
| Citat                                      | Eassand Käs und nüd das tüür Brod! (Spis ost og ikke det dyre brød) | Citat |
| Ordsprog fra Bregenzerwald, 19. århundrede |                                                                     |       |

Mælk og mælkeprodukter, dvs. især den såkaldte bjergost, der blev produceret på græsgange og i mejerierne af råmælk, var i århundreder et af områdets mest grundlæggende basisfødevarer, men udviklede sig til en af de vigtigste eksportvarer, foruden produkterne fra broderi og træindustri.
 Handelsmonopolet for den lukrative og livsvigtige forretning med ost lå i det 19. århundrede i hænderne på de berygtede handlende kaldt Käsegrafen, som vidste, hvordan man kunne udnytte deres monopol. Berømt er Gallus Moosbruggerom fra Schnepfau, som transporterede og solgte osten til alle dele af Det habsburgske monarki, samt via æselstier til Milano. Bønderne var for hovedpartens vedkommende fattige, og var dybt afhængige af, at de kunne komme af med deres arer. Forfatteren Franz Michael Felder har beskrevet denne situation i sine romaner og bekæmpede nærmest dette enevælde med sit eget kooperativ.
Landmændene, mejerierne og kroer i regionen Bregenzerwald grundlagde i maj 1998 en turistforening. Käsestraße viser de interesserede, hvordan mælken forarbejdes til ost, og hvordan det historisk har fundet sted i Vorarlberg. Käsestraße selv havde imidlertid sin oprindelse i en sammenslutning for gensidig bistand mod monopolet drevet af Käsegrafen. Alle medlemmer af Käsestraße og deres partnere er forpligtet til at bevare landskabet og de lokale produkter.
Skoler, ostemejeriet i Andelsbuch, Bregenzerwälder Käsekeller i Lingenau, onlinebutiker, samt mere uafhængige ostemejerier i Sennerei og Hittisau er andre Institutioner som også løseligt kan tilknyttes Bregenzerwälder Käsestraße.

## Forløb
Käsestraße Bregenzerwald begynder i Bregenz og løber langs Bregenzerwaldstraße L 200 gennem alle landsbyer og videre op i Alperne. Råmælken, adskilt i ko, ged og fåremælk (hovedsageligt dog koens råmælk), transporteres ved hjælp af kabelbane, kærrer eller bil ned til Käsestraße, hvor et mælkelastbil tager imod mælken. Herfra bliver mælken transporteret til en ostefabrik nær Hittisau, hvor osteproduktionen begynder.

## Ostefremstilling af typisk bjergost
I Bregenzerwald har der været praktiseret som en slags trevangsbrug af græsgange i århundreder. Se ligeledes Maiensäss.
Alpeområder med eget mejeri producerer lokalt smør og men også bjergost i dalene. Bjergosten bruges også i de lokale osteretter med Spätzle, kaldet Käsknöpfle, og er derfor også ret krydret.

## Prisfald / afsætning af osteprodukter
På grund af prisfald af traditionelle hårde oste, som de store detailkæder markedsfører den, overgik de lokale mejerier i højere grad til bjergost fremstillet af råmælk. Osten blev snart en vigtig eksportvare og bortset fra produkterne af broderi og træ har det nok været en af områdets vigtigste indtægtskilder indtil for nylig.
Nutildags på verdensmarkedet og i det europæiske marked forsøger landmændene i Bregenzerwald at holde trit med de (normalt) meget større virksomheder i andre EU-stater ved hjælp af forskellige markedsføringsstrategier. Det forsøger de blandt andet ved hjælp af "Käsestraße".
Bjergost fra Bregenzerwald kan betegnes som en slags Slow Food.
Området blev indlemmet i projektet Genussregion Österreich med sine oste i 2005 som en region under navnet "Bregenzerwälder Alpkäse und Bergkäse". 